# Át Tất Long
Át Tất Long (chữ Hán: 遏必隆; tiếng Mãn: ᡝᠪᡳᠯᡠᠨ, Möllendorff: Ebilun; ? – 1673), còn gọi là Ngạc Tất Long (鄂必隆), Nữu Hỗ Lộc thị, Tương Hoàng kỳ Mãn Châu, là người con thứ 16 của Ngạch Diệc Đô, một trong 5 vị Khai quốc công thần của Hậu Kim.
Ông nổi tiếng trong lịch sử không chỉ vì là con trai của Đệ nhất công thần, mà còn là vì về sau ông trở thành 1 trong 4 vị Phụ chính đại thần, có nhiệm vụ nhiếp chính giúp Thanh Thánh Tổ Khang Hi Đế trị vì trước khi thân chính. Con gái của ông, lần lượt trở thành Hiếu Chiêu Nhân Hoàng hậu và Ôn Hi Quý phi của Khang Hi Đế. Hoàng thập tử, Đôn Quận vương Dận Ngã - con trai Ôn Hi Quý phi, chính là cháu ngoại của ông.

## Tiểu sử
Át Tất Long nguyên quán núi Trường Bạch, thân phụ là Hoằng Nghị công Ngạch Diệc Đô, có tổng 17 đứa con trai, và Át Tất Long là con trai thứ 16 của ông. Mẫu thân là Hòa Thạc Công chúa Mục Khố Thạp, con gái của Thanh Thái Tổ Nỗ Nhĩ Cáp Xích. Sau khi Ngạch Diệc Đô qua đời, vì có lệ kế tục hôn nhân mà Mục Khố Thạp lấy con trai thứ 8 của Ngạch Diệc Đô, tên Đồ Nhĩ Cách.
Năm Thiên Thông thứ 8 (1634), ông tập ấm tước vị Nhất đẳng Ngang bang Chương kinh (一等昂邦章京) của phụ thân, giữ chức vụ Thị vệ. Phúc tấn của Bối lặc Ni Kham, con gái của Đồ Nhĩ Cách, cũng là cháu gái của Át Tất Long, vì không sinh được con trai mà lấy con của người khác rồi nói dối rằng là do mình sinh ra. Sự tình bị phát hiện, Át Tất Long bị liên lụy, đoạt tước.
Năm Sùng Đức thứ 6 (1641), Át Tất Long đi theo Hoàng Thái Cực tiến đánh triều Minh, lập nhiều chiến công được ban thưởng trọng hậu.
Năm thứ 7 (1642), phụng mệnh Đại Tướng quân A Ba Thái xâm nhập Trường Thành, chiếm được Kế Châu, lại tiến vào Sơn Đông, đánh lấy Hạ Tân, lập công đầu phong chức Ngưu lục Chương kinh.
Năm Thuận Trị thứ 2 (1645), Át Tất Long đi theo Thuận Thừa Quận vương Lặc Khắc Đức Hồn tiến đánh Vũ Xương chém chết Lý Cẩm, là cháu của Lý Tự Thành, chiếu theo quân công tấn phong Nhị đẳng Giáp lạt Chương kinh (二等甲喇章京).
Năm thứ 5 (1648), kế thừa Nhị đẳng Công của anh trai là Đồ Nhĩ Cách sau khi anh trai qua đời, sửa thành Nhất đẳng Công. Cùng năm ấy, Át Tất Long nhậm chức Nghị chính đại thần, Lĩnh thị vệ Nội đại thần, gia hàm Thiếu phó kiêm Thái tử Thái phó, đứng vào hàng Nội đại thần xử lý triều chính.
Năm thứ 18 (1661), Thuận Trị Đế bệnh nặng qua đời, để lại di chiếu cho Hoàng tử thứ 3 là Huyền Diệp lên ngôi, tức Thanh Thánh Tổ Khang Hi Đế. Nhưng do tuổi còn nhỏ, nên Át Tất Long cùng với Sách Ni, Ngao Bái và Tô Khắc Tát Cáp làm Phụ chính đại thần (辅政大臣).
Năm Khang Hi thứ 6 (1667), Khang Hi Đế chính thức thân chính, đặc phong Át Tất Long thêm một Nhất đẳng Công, tước Công trước kia do con trai là Pháp Khách thừa tập, lại thêm hàm Thái sư. Ông luôn tránh nộ khí của Ngao Bái, lại hùa theo hắn mà độc đoán chuyên quyền, nhiều lần tùy tiện tru sát đại thần. Át Tất Long thân là cố mệnh đại thần, không bao giờ phát biểu ý kiến, luôn co đầu rút cổ, theo thanh mà phụ hoạ.
Năm thứ 8 (1669), Hoàng đế trừng trị Ngao Bái, Át Tất Long vì là đồng đảng của Ngao Bái cũng bị giam vào ngục. Khang Thân vương Kiệt Thư chiếu theo mười hai hạng tội danh hạch hỏi Át Tất Long, bị xử vào tội chết.
Năm thứ 9 (1670), Hoàng đế niệm tình ông là Cố mệnh đại thần tuy bị tước hết chức tước, nhưng riêng tước Nhất đẳng Công vẫn cho con thế tập.
Năm thứ 12 (1673), Át Tất Long lâm trọng bệnh, Khang Hi Đế thân hành tới phủ viếng thăm. Ông qua đời vì bạo bệnh vào năm đó, thụy hiệu là Khác Hy (恪僖). Khang Hi Đế ngự chế văn bia, làm mộ ca ngợi công đức. Không lâu sau, con gái ông trở thành Hoàng hậu, Át Tất Long vì là cha của Hoàng hậu mà được sắc lập từ đường theo quy cách ngoại thích, đồng thời Khang Hi Đế cũng đích thân ban ngự thư bảng.

## Đao Át Tất Long
Tương truyền, có một thanh đao mang tên của ông, vỏ dài 94 cm, lưỡi dài 60 cm, tương truyền đây là thanh đao chỉ huy mà Át Tất Long từng sử dụng bên mình. Sau khi ông mất, thanh đao được cất giữ trong Hoàng cung.
Kinh lược Đại học sĩ Phó Hằng chinh phạt Kim Xuyên, Đại học sĩ Tái Thượng A đánh dẹp Thái Bình Thiên Quốc, từng được Càn Long Đế và Hàm Phong Đế ban thưởng đao Át Tất Long, vì vậy một mặt của thanh đao có khắc hàng chữ ["Át Tất Long linh lung đao nhất, Càn Long thập tam niên tứ Kinh lược Đại học sĩ công Phó Hằng bình định Kim Xuyên dụng quá"; 遏必隆玲珑刀一，乾隆十三年赐经略大学士公傅恒平定金川用过], mặt còn lại khắc chữ ["Hàm Phong"; 咸丰] in ở một bên và bốn chữ Thần Phong Ác Thắng (神锋握胜).

## Gia quyến

### Thê thiếp
- Nguyên phối: Quận chúa, trưởng nữ của Dĩ cách Anh Thân vương A Tế Cách. Kết hôn xong thì qua đời.
- Kế thất: Huyện chúa (1620 – 1667), trưởng nữ của Dĩnh Nghị Thân vương Tát Cáp Lân. Năm 1632, kết hôn với Tam đẳng công Hà Nhĩ Bản (何爾本), con trai của Hòa Thạc Đồ và Quận chúa Ái Tân Giác La thị, cũng là cháu nội của Hà Hòa Lễ và Đông Quả Cách cách. Sau khi Hà Nhĩ Bản mất vào năm 1639, Huyện chúa tái giá với Át Tất Long.
- Kế thất: Ba Nhã Lạp thị (巴雅拉氏).
- Trắc thất: Thư Thư Giác La thị (舒舒觉罗氏).

### Con trai
1. Sắc Lượng (色亮) được phong Tam đẳng Thị vệ, tiểu thiếp sinh được một người con gái gả cho Giản Huệ Thân vương Đức Tắc.
2. Con thứ hai, chết yểu.
3. Pháp Khách (法喀; 1664 - 1713), mẹ là Thư Thư Giác La thị. Kế tục Nhất đẳng Công, sau bị cách tước (1686). Từng nhậm Ngự tiền Đại thần, Nội đại thần, Hộ quân Thống lĩnh kiêm Tá lĩnh. 
  - Đích thê: Ái Tân Giác La thị, con gái của Tông thất A Nhan Đồ (阿颜图).
  - Kế thê: Hách Xá Lý thị, con gái của Thừa Ân công Cát Bố Lạt, em gái Hiếu Thành Nhân Hoàng hậu.
  - Con trai: Tác Mục Cáp (萨穆哈) nhậm Lĩnh thị vệ Nội đại thần kiêm Tá lĩnh.
4. Nhan Châu (颜珠; 1665 - 1696), từng nhậm chức Nhất đẳng Thị vệ.
  - Đích thê: Đông Giai thị, con gái Thừa Ân công Đông Quốc Duy, em gái của Hiếu Ý Nhân Hoàng hậu.
  - Con trai: Triết Nhĩ Kim (哲尔金), nhậm Hộ quân Thống lĩnh.
  - Con gái: Gả cho Ba Lâm Quận vương Tang Lý Đạt – con trai Ba Lâm Quận vương Ngạc Tề Nhĩ.
5. Phú Bảo (富保; 1668 - 1716), nhậm Nhị đẳng Thị vệ, từng theo Khang Hi chinh chiến Ngạc Nhĩ Đa Tư.
  - Đích thê: Qua Nhĩ Giai thị, con gái của Lưỡng Giang Tổng đốc Ma Lặc Cát (麻勒吉), Trạng nguyên người Mãn đầu tiên của nhà Thanh.
  - Hậu duệ: Ngạch Đồ Hồn (额图浑), nhậm Thái Lăng Tổng quản.
6. Doãn Đức (尹德; 1670 - 1727), từ Tá lĩnh thụ phong Tam đẳng Thị vệ. Triều Khang Hi từng nhậm Đôn Quận vương phủ Trưởng Sử, tập Nhất đẳng Tử (1713). Năm 1722 được thăng Tán trật Đại thần, Đô thống ba kỳ Chính Lam kỳ (Mãn Châu, Mông Cổ, Hán quân). Triều Ung Chính thụ Nghị chính đại thần, tập tước Nhất đẳng Công.[9]
  1. Sách Lăng (策楞), làm quan đến Lưỡng Quảng, Lưỡng Giang Tổng đốc, Thái tử Thiếu phó, Thái tử Thiếu bảo. Tập tước Nhị đẳng Công từ em trai Nột Thân, sau có công được thăng Nhất đẳng Công.
  2. Nột Thân (讷亲), sơ tập Nhị đẳng Quả Nghị công, sau thăng Nhất đẳng Công, từng nhậm Nghị chính Đại thần, Thượng thư, Bảo Hòa điện Đại học sĩ.
  3. A Mẫn Nhĩ Đồ (阿敏尔图) thừa tập Huân cựu Tá lĩnh, làm quan đến Phó Đô thống.
  4. Ái Tất Đạt (爱必达) thừa tập Thế quản Tá lĩnh, làm quan đến Vân Quý Tổng đốc.
    - Con gái: Thuận quý nhân của Càn Long.
    - Con trai: Phúc Khánh từng làm đến Thượng thư, có con gái là Đích Phúc tấn của Đôn Quận vương Miên Khải.

  5. A Lý Cổn (阿里衮) thừa tập Nhất đẳng Quả Nghị công, làm quan đến Lĩnh thị vệ Nội đại thần, Hộ bộ Thượng thư, Đại học sĩ. Nhờ con trai là Phong Thăng Ngạch (丰升额) có công bình định Kim Xuyên mà được truy gia phong "Quả Nghị Kế Dũng công". 
    - Con trai: 
      1. Phong Thăng Ngạch (豐升額)
      2. Oa Hưng Ngạch (倭興額)
      3. Sắc Khắc Tinh Ngạch (色克精額)
      4. Bố Ngạn Đạt Lãi (布彥達賚), cha của Hiếu Mục Thành Hoàng hậu.

    - Con gái: 
      - Trưởng nữ/thứ nữ: Đích Phúc tấn của Lý Đoan Thân vương Vĩnh Thành
      - Tam nữ: Đích Phu nhân của Lễ vương phủ Chính Hồng kỳ Phụng quốc Tướng quân Sùng Lâm (崇林), con trai thứ 6 của Trấn quốc Tướng quân Mô Vân (謨雲).
      - Tứ nữ: Đích Phu nhân của Di vương phủ Chính Lam kỳ Nhị đẳng Thị vệ Vĩnh Mạn (永蔓), con thừa tự của Bối lặc Hoằng Thôn (弘暾).
      - Lục nữ: Chính thất của Bằng Sở Khắc Lâm Thấm (朋楚克淋沁), con trai của Thổ Mặc Đặc Mông Cổ Trát Tát Khắc Bối tử Cáp Mông Cát Ba Nhã Tư Cổ Lang Đồ (哈蒙噶巴雅思古郎图).
      - Bát nữ: Đích Phu nhân của Trang vương phủ Tương Hồng kỳ Phụng quốc Tướng quân Vĩnh Ngạc (永蕚), con trai thứ 2 của Phụ quốc công Hoằng Dung (弘曧).
      - Cửu nữ: Đích Phu nhân của Trịnh vương phủ Tương Lam kỳ Phụng ân Tướng quân Trọng Hậu (重厚), con trai trưởng của Phụng quốc Tướng quân Thư Hiền (舒賢).
      - Thập nhất nữ: Chính thất của Phú Hiển (富显), em trai của Tổng đốc Chương Bảo (彰宝) thuộc Ngạc Mô Thác thị.
      - Thập nhị nữ: Đích Phúc tấn của Khánh Hy Thân vương Vĩnh Lân
7. A Linh A (阿靈阿; ? - 1716), mẹ là Ba Nhã Lạp thị. Năm Khang Hi thứ 25 (1686), thừa tước Nhất đẳng Công. Từng nhậm Lĩnh thị vệ Nội đại thần, Nghị chính đại thần, Lý phiên viện Thượng thư kiêm Tá lĩnh.
  1. Đích thê: Ô Nhã thị, con gái của Hộ quân Tham lĩnh Uy Vũ (威武), là em gái của Hiếu Cung Nhân Hoàng hậu.
  2. Hậu duệ:
    - Con trai:
      1. Trưởng tử: A Nhĩ Bản A (阿尔本阿), Tam đẳng Thị vệ kiêm Tá lĩnh.
      2. Thứ tử: A Nhĩ Tùng A (阿尔松阿), Nhị đẳng Công. Từng nhậm Lĩnh thị vệ Nội đại thần kiêm Hình bộ Thượng thư.
      3. Tam tử: A Đằng A (阿腾阿), mất sớm.
      4. Tứ tử: A Nhĩ Đương A (阿尔当阿), Nhất đẳng Tử.

    - Con gái: Đích Phúc tấn của Quả Nghị Thân vương Doãn Lễ.

### Con gái
1. Trưởng nữ, không rõ mẹ, gả cho Ba Lâm Quận vương Ngạc Tề Nhĩ, con trai Cố Luân Thục Tuệ Trưởng Công chúa. Là mẹ chồng của Cố Luân Vinh Hiến Công chúa.
2. Thứ nữ, Hiếu Chiêu Nhân Hoàng hậu, mẹ là Thư Thư Giác La thị, Hoàng hậu thứ 2 của Khang Hi Đế. Không con.
3. Tam nữ, Ôn Hi Quý phi, mẹ là Thư Thư Giác La thị, phi tần của Khang Hi Đế, mẹ đẻ của Hoàng thập tử, Đôn Quận vương giáng Bối tử Dận Ngã.
4. Tứ nữ, mẹ là Ba Nhã Lạp thị, gả cho Dĩ cách Bất nhập Bát phân Phụ quốc công Vân Thăng (雲升), con trai thứ 3 của Trấn quốc công Cao Tắc - con trai thứ 6 của Thanh Thái Tông Hoàng Thái Cực.
5. Ngũ nữ, gả cho Nhất đẳng Tử A Ngọc Thập (阿玉什) ở Tương Bạch kỳ.
6. Lục nữ, gả cho Phụng ân Phụ quốc công Phổ Xương (普昌) - tằng tôn của Quảng Lược Bối lặc Chử Anh.